# Ambrosio de Morales
Ambrosio de Morales est un poète et historiographe de Philippe II né à Cordoue en 1513 et mort en 1591. 

## Biographie
D’après de Thou, il entra dans l’ordre des dominicains, d’où il fut exclu pour s’être mutilé, à l’exemple d’Origène, dans un accès d’exaltation religieuse, mais ce fait est nié par Nicolás Antonio et d’autres historiens espagnols. Quoi qu’il en soit, Morales entra dans les ordres, professa avec beaucoup d’éclat les belles-lettres à l’université d’Alcala, fut chargé d’enseigner les humanités à don Juan d’Autriche, fils naturel de Charles-Quint, reçut en 1570 de Philippe II le titre d’historiographe et visita alors les bibliothèques et les archives des principaux monastères d’Espagne. 
Ce fut à cette époque qu’il entreprit d’achever la Chronique générale d’Espagne, commencée par Florian d’Ocampo ; mais il s’était mis trop tard à l’œuvre et, lorsqu’il mourut, il n'avait conduit son travail que jusqu’en 1070. 
Morales s’est montré, dans ce travail, historien exact et y a fait preuve d’un esprit bien plus éclairé qu’Ocampo. Son style est clair, mais il manque de correction.

## Œuvres
Outre ce travail historique, publié sous le titre de La coronica general de España (Alcala, 1574-1577, 3 vol. in-fol.), on a de lui : un Voyage dans les royaumes de Léon, de Galice et des Asturies (Madrid 1765, in-fol.) ; les Antiquités de l’Espagne, et des dissertations philosophiques. 
Ses Œuvres ont été publiées à Madrid en 1792.

## Source
« Ambrosio de Morales », dans Pierre Larousse, Grand dictionnaire universel du XIXe siècle, Paris, Administration du grand dictionnaire universel, 15 vol., 1863-1890 [détail des éditions].